# Bävertjärnen, Medelpad
Bävertjärnen är en sjö i Ånge kommun i Medelpad och ingår i Ljungans huvudavrinningsområde.